# Liste der Beys von Tunis

## DieBeysvonTunisunter formalerosmanischer Herrschaft(1613–1881)
Muradiden-Dynastie (1613–1705)
- Murad I.                       1613–1631
- Muhammad I.                    1631–1662
- Murad II.                      1662–1675
- Muhammad II.                      1675
- Ali I.                            1675
- Muhammad III.                     1675
- Muhammad II. (2. Mal)           1675–1676
- Ali I. (2. Mal)                 1676–1688
- Muhammad II. (3. Mal)           1688–1695
- Ramadan                        1695–1698
- Murad III.                     1698–1702
- Ibrahim ash Scharif            1702–1705

Husainiden-Dynastie (1705–1881)
- Husain I. ibn Ali alias Hussein I Bey                    1705–1735
- Ali I. al-Husain (II.) alias Ali I Bey                   1735–1756
- Muhammad I. ar-Rashid (IV.) alias Rachid Bey             1756–1759
- Ali II. al-Husain (III.) alias Ali II Bey                1759–1782
- Hammuda al-Husain alias Hammouda Bey                     1782–1814
- Uthman al-Husain alias Osman Bey                         1814
- Mahmud al-Husain alias Mahmoud Bey                       1814–1824
- Husain II. al-Husain alias Hussein II Bey                1824–1835
- Mustafa al-Husain alias Moustapha Bey                    1835–1837
- Ahmad I. al-Husain alias Ahmed I Bey                     1837–1855
- Muhammad II. al-Husain (V.) alias Mohammed Bey           1855–1859
- Muhammad III. al-Husain (VI.)  alias Sadok Bey           1859–1881 (s. unten)

1881 besetzten französische Truppen Tunesien und beendeten die formale Osmanischen Herrschaft.

## Die Beys von Tunis unter französischem Protektorat (1881–1956)
- Muhammad III. (VI.) as Sadiq alias Sadok Bey             1881–1882 (s. oben)
- Ali Muddad alias Ali III Bey                             1882–1902
- Muhammad IV. (VII.) al Hadi alias Hédi Bey               1902–1906
- Muhammad V. (VIII.) an Nasir alias Naceur Bey            1906–1922
- Muhammad VI. (IX.) al Habib alias Habib Bey              1922–1929
- Ahmad II. alias Ahmed II Bey                             1929–1942
- Muhammad VII. (X.) al Munsif alias Moncef Bey            1942–1943
- Muhammad VIII. (XI.) al Amin alias Lamine Bey                  1943–1956 (s. unten)

1956 endete das französische Protektorat.

## König von Tunesien (1956–1957)
- Muhammad VIII. al Amin alias Lamine Bey                  1956–1957 (s. oben)

1957 wurde Tunesien eine Republik.
Siehe ab da: Präsident der Tunesischen Republik